# فرودگاه ساغر
فرودگاه ساغر (به انگلیسی: Sagar Airport) یک فرودگاه خصوصی با کد یاتا DHN است . این فرودگاه در کشور هند قرار دارد .